# Раде Радивојевић Душан
Раде Радивојевић, Војвода Душан или Душан Вардарски (1874 — 14. јул 1907) био је српски четнички војвода у Старој Србији и Македонији за време борби за Македонију почетком 20. века.

## Биографија
Родио се 1874. у Васојевићима. Завршио је богословско-учитељску школу у Призрену и убрзо за место опредељења добио школу у селу Орешу у околини Велеса. По уласку Јована Бабунског у четничку акцију 1905. и Раде Радивојевић одлази са својом четом у околину Велеса. Четовао је 1905—1906. узимајући учешћа у свим четничким борбама у околини Кичева, Прилепа и Велеса заједно са војводама Глигором Соколовићем, Стеваном Недићем Ћелом, Василијем Трбићем, Тренком Рујановићем, Јованом Долгачем, Михаилом Јосифовићем и Михаилом Јовановићем. Крајем 1906. Радивојевић и његова чета су због напорног четовања и исцрпљености враћени у Србију на одмор где су остали до пролећа 1907.

### Погибија кодПасјана
У пролеће 1907. ВМРО се одлучио за велику офанзиву против српских чета са десне стране Вардара. Око 130. четника под командом неколико бугарских официра, у бугарским униформама кренуло је ка Поречу и Азоту да уништи српске чете, попали српска села и уништи српску организацију. Српске чете су у том тренутку биле ослабљене и проређене сталним борбама па је марта 1907. због јаких турских снага у рејону Куманова чета Рада Радивојевића послата у помоћ преко Косова. Сви четници су били обучени као Албанци са планом да се до Пореча провуку као албански качаци. Чета је откривена код села Пасјане у гњиланском крају 14. јула 1907. у локалној цркви. Развила се борба која је привукла све околне Албанце и турску војску. Српска чета је готово потпуно уништена, изузев три четника која су ухваћена и затворена у околини неколико дана након борбе. У самој борби погинули су поручник Драгољуб Николић и Раде Радивојевић војвода.